# 1928年アムステルダムオリンピックのニュージーランド選手団
1928年アムステルダムオリンピックのニュージーランド選手団（1928ねんアムステルダムオリンピックのニュージーランドせんしゅだん）は、1928年7月28日から8月12日にかけてオランダのアムステルダムで開催された1928年アムステルダムオリンピックのニュージーランド選手団、およびその競技結果。

## メダル
| メダル | 選手名           | 競技       | 種目         |
| ------ | ---------------- | ---------- | ------------ |
| 金     | テッド・モーガン | ボクシング | ウェルター級 |